# Мурастен

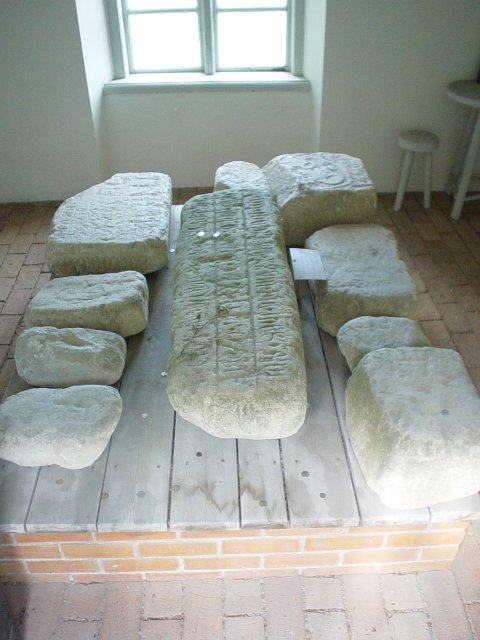
Фрагменты памятных камней с луга Мура

Му́расте́н (швед. Mora sten – мурский камень, камень из Муры) — священный камень на лугу Мура вблизи Уппсалы, на котором в древности избирались шведские конунги.
Согласно Старшему Вестъёталагу, свеи имели право избирать конунга. В других областных законах Швеции – Уппландслаге и Сёдерманналаге – записано, что упомянутое право принадлежало лишь жителям трёх так называемых фолькландов: Тиундаланда, Аттундаланда и Фьедрундаланда, которые в конце XIII в. были объединены в одну область Уппланд, а также то, что избрание нового конунга должно было проводиться на тинге на лугу Мура. 
Данный луг располагался приблизительно в 10 км к юго-востоку от Уппсалы на границе между Аттундаландом и Тиундаландом. На нём был установлен камень, на который новоизбранный король поднимался, чтобы дать клятву избравшим его свеям. Камень этот окружали двенадцать менее крупных камней. Точное место, где стоял камень Мурастен, неизвестно, поскольку он, судя по всему, был убран ещё в средневековье, но, вероятно, он располагался неподалёку от здания, возведённого в 1770 г. и где ныне хранятся так называемые «камни Муры». Эти небольшие камни, согласно источникам XV в., должны были «документировать» избрание конунга. На камне высекалось имя конунга, после чего его помещали на Мурастен до следующих выборов. 
До наших дней сохранилось девять таких камней. На двух из них читается текст, свидетельствующий об избрании новых королей: первый сообщает об избрании Эрика Померанского в 1396 г., второй –  о выборах Карла Кнутссона, ставшего шведским королём в 1448 г. Шесть камней сильно пострадали от времени, и возможности датировать их нет. На девятом камне изображены три короны. 
Первым королём, о котором доподлинно известно, что он был избран на лугу Мура, был Магнус Ладулос (1275), последним – Кристиан I (1457). Однако традиция избрания правителя возле камня Мурастен является гораздо более древней.